# عجلة بارلو

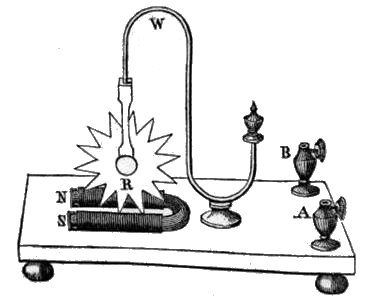
مخطط لعجلة بارلو عام 1842

تعتبر عجلة بارلو هي إحدي محاولات بناء محرك كهربائي قديما . قام بتصميمه وبناءة عالم الرياضيات والفيزيائي الإنجليزي بيتر بارلو عام 1822 .
يمر التيار الكهربي من خلال محور العجلة إلى جهة اتصال الزئبق على الحافة . والموجود في حوض صغير تمر حافة الأسنان به . ويتفاعل هذا التيار مع المجال المغناطيسي U مسببا دوران العجلة . وغالبا ما تصنع العجلة من النحاس . ولا يشترط ان تكون للعجلة أسنان .

## كيف تتحرك العجلة
العجلة عبارة عن نجمة من النحاس قادرة على الدوران بحرية في مستوي رأسي .
وفي كل مرة تدور العجلة تحرك الزئبق الموجود في الحوض ويمكن تحديد اتجاه دوران العجلة من خلال تطبيق قاعدة اليد اليسرى لفليمنغ

## الصحة والسلامة
نظرا لاعتبارات الصحة والسلامة يتم استخدام محلول ملحي اليوم بدلا من الزئبق .